# Wettersäule (Leipzig)

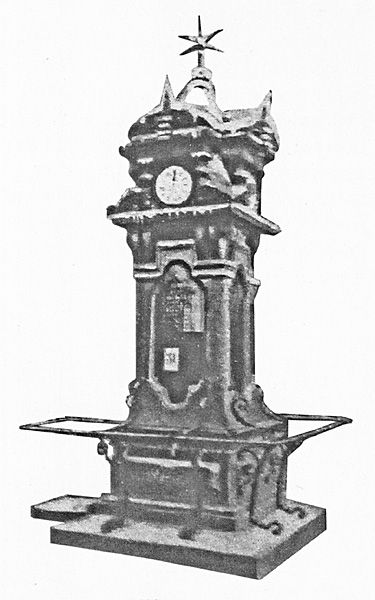
Die Leipziger Säule (1901)

Die Wettersäule in Leipzig war eine Einrichtung zur Verfolgung der Wetterdaten durch die Allgemeinheit. Sie bestand von 1883 bis Anfang der 1930er Jahre, 1914 durch eine zweite ergänzt.

## Geschichte
Ende des 19. Jahrhunderts kam in Mode, Thermometer, Barometer und Hygrometer gemeinsam mit einer Normaluhr in einer Säule oder einem Häuschen im öffentlichen Raum anzubringen, um die Wetterdaten jedem zugänglich zu machen. Die erste Wettersäule in Deutschland wurde 1876 in Bad Godesberg aufgestellt. 1881 tauchte die Idee für eine solche auch in Leipzig auf. 1882 wurde ein entsprechender Antrag genehmigt, und am 8. August 1883 meldete das Leipziger Tageblatt die Aufstellung der Säule.
Die fast drei Meter hohe Säule war gestaltet nach einem Entwurf von Karl Weichardt (1846–1906), Architekt und Professor an der Königlichen Kunstakademie und Kunstgewerbeschule Leipzig, und wurde erstellt vom Leipziger Steinmetzmeister Max Ehmig. Die Finanzierung erfolgte aus der Stiftung, die der kinderlos verstorbene Kaufmann Carl Ferdinand Rhode (1802–1872) der Stadt gewidmet hatte. Damit wurde die Säule Eigentum der Stadt.

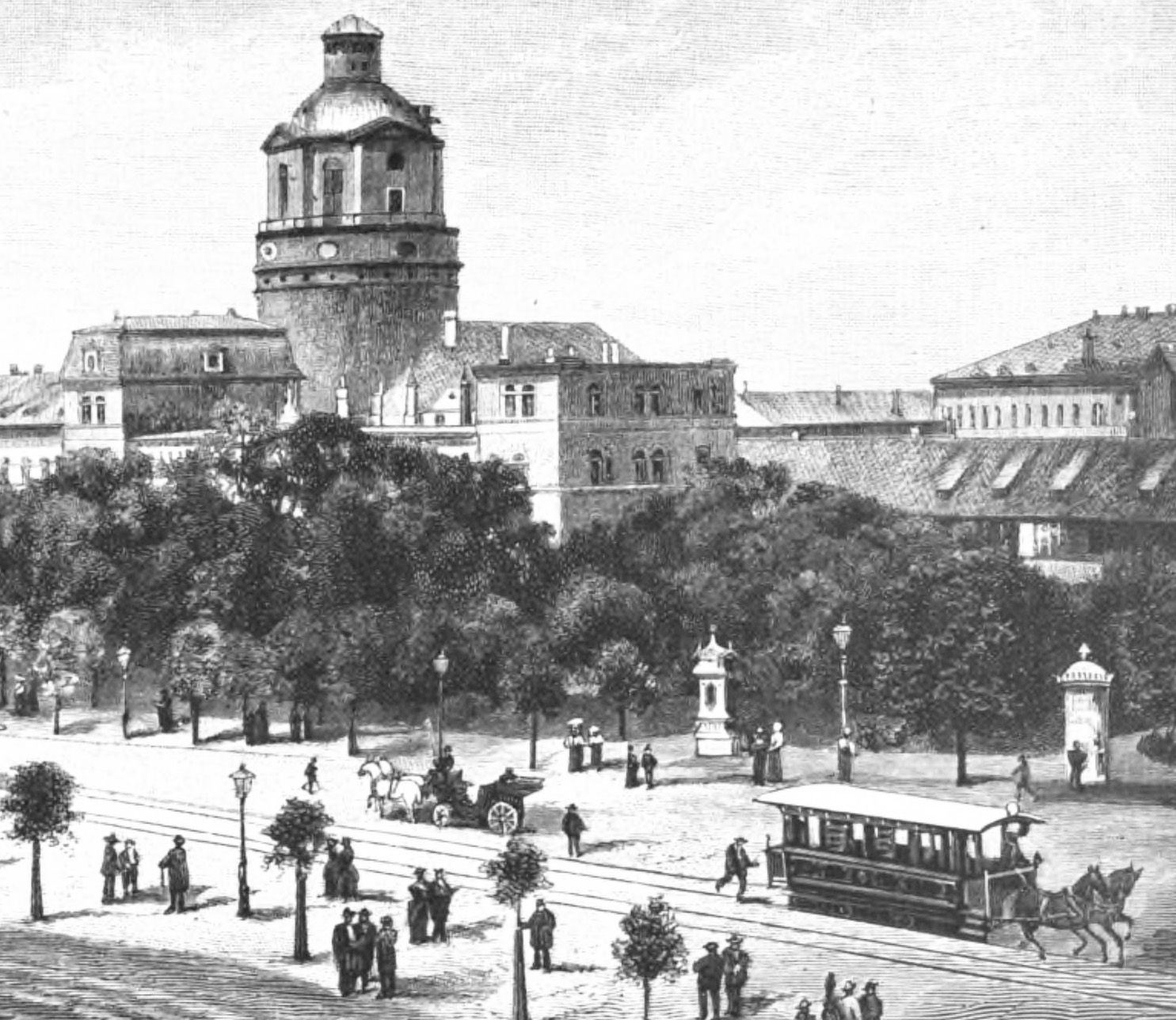
Die Wettersäule am Obstmarkt (1892) ⊙
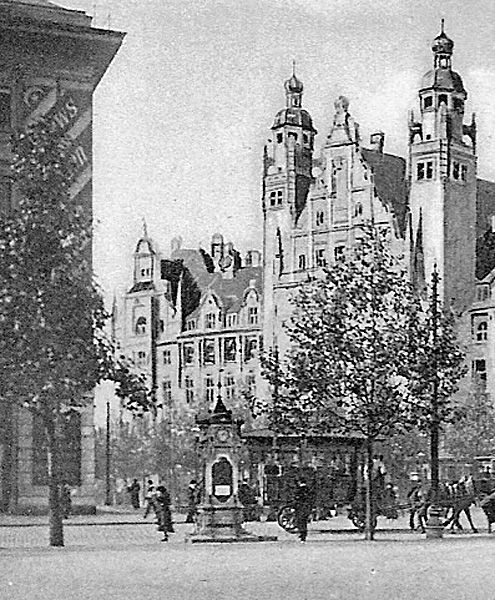
… und auf dem Königsplatz (1904) ⊙

Die Säule wurde aufgestellt an der Einmündung der Petersstraße in den Obstmarkt. Der Obstmarkt war bis 1898 der östliche Teil des heutigen Martin-Luther-Rings, dazwischen bis 1933 Rathausring. Der Platz der Säule und ihre Ausrichtung waren nicht günstig. Mittags stand sie in der prallen Sonne und zudem war das Thermometer an der Südseite angebracht, was zu starken Fehlanzeigen führte. Außerdem erregten hohe Reparaturkosten im Stadtrat Unmut. Obwohl inzwischen kostengünstige Wettersäulen, zum Beispiel der Firma Wilhelm Lambrecht in Göttingen, auf dem Markt waren, hielt man an dem Leipziger Exemplar fest. 1901 erfolgte, wohl auch im Zusammenhang mit dem Bau des Neuen Rathauses und dem Bau des Gebäudes der Leipziger Bank (heute Leipziger Niederlassung der Deutschen Bank) etwa 100 Meter entfernt die Aufstellung der Säule an der Nordwestecke des Königsplatzes.
Im Jahr 1913 fand in Leipzig die Internationale Baufach-Ausstellung statt, auf der die Berliner Firma Rudolf Fuess (1838–1917) eine Wettersäule mit Aufzeichnung der gemessenen Daten auf Papier zeigte. Nach Beendigung der Ausstellung kaufte die Stadt sie für 1200 Mark und stellte sie 1914 gegenüber der Kreditanstalt (ADCA) in den Anlagen an der Ecke Goethestraße/Richard-Wagner-Straße auf.⊙ Aber auch hier wurden Fehlanzeigen festgestellt, und nach Ablehnung eines Wartungsvertrages über 5000 Reichsmark wurden beide Säulen Anfang der 1930er Jahre abgebrochen.